# NGC 813
NGC 813 (również PGC 7692) – galaktyka spiralna z poprzeczką (SB0-a), znajdująca się w gwiazdozbiorze Węża Wodnego. Odkrył ją John Herschel 24 listopada 1834 roku.